# Marzá (Lugo)
Marzá (llamada oficialmente Santa María de Marzá) es una parroquia y una aldea española del municipio de Palas de Rey, en la provincia de Lugo, Galicia.

## Organización territorial
La parroquia está formada por siete entidades de población:
- Avieira (A Avieira)
- Burdallos
- Gresulfe
- Marzá
- Outeiro (Outeiro de Burdallos)
- Vinciá
- Xuxilde

## Demografía

### Parroquia
| Gráfica de evolución demográfica de Marzá (parroquia) entre 2000 y 2020 |
|                                                                         |
| Datos según el nomenclátor publicado por el INE.                        |

### Aldea
| Gráfica de evolución demográfica de Marzá (aldea) entre 2000 y 2020 |
|                                                                     |
| Datos según el nomenclátor publicado por el INE.                    |